# Adam Opel
Adam Opel (9. května 1837 Rüsselsheim – 8. září 1895 Rüsselsheim) byl německý podnikatel, zakladatel společnosti Opel.

## Život
Adam Opel se narodil v Rüsselsheimu v rodině zámečníka Philippa Wilhelma Opela (1803–1867) jako prvorozený syn. Stejně jako jeho mladší bratři Georg a Wilhelm se vyučil zámečníkem v dílně svého otce. Od roku 1857 vandroval po Evropě, přes Belgii a Anglii dorazil do Paříže, kde pracoval ve dvou továrnách na výrobu šicích strojů, které byly tehdy velkou novinkou. Po návratu v roce 1862 založil v Rüsselsheimu vlastní továrnu na výrobu šicích strojů. V roce 1884 vyráběla už jeho společnost ročně 18 000 šicích strojů.
17. listopadu 1868 se jeho ženou stala Sophie Marie Scheller, dcera hostinského z Dornholzhausenu (dnes místní část lázeňského města Bad Homburg vor der Höhe). Spolu měli pět dětí: Carla, Wilhelma, Heinricha, Friedricha a Ludwiga. Všichni se časem zapojili do vzkvétajícího rodinného podniku. V roce 1884 firma rozšířila výrobu o jízdní kola, nejprve jen z dovážených dílů, za rok už své vlastní konstrukce. Za dva roky byla firma Opel jedním z největších výrobců bicyklů v Německu.
Zemřel v roce 1895 (na následky tyfu), v té době byla jím založená společnost vedoucím výrobcem šicích strojů v Evropě a vyráběla ročně přes 18 000 šicích strojů a 2000 kol. Sophie Opel společně se syny Carlem, Wilhelmem, Heinrichem, Friedrichem a Ludwigem převzala vedení firmy. O tři roky později začala firma rodiny Opel s výrobou automobilů.
Krátce před svoji smrtí měl Adam Opel při pohledu na automobil prohlásit: „Z této zapáchající krabice nebude nikdy víc, než jenom hračka pro milionáře, kteří nevědí jak svoje peníze utratit!“

### Literatura

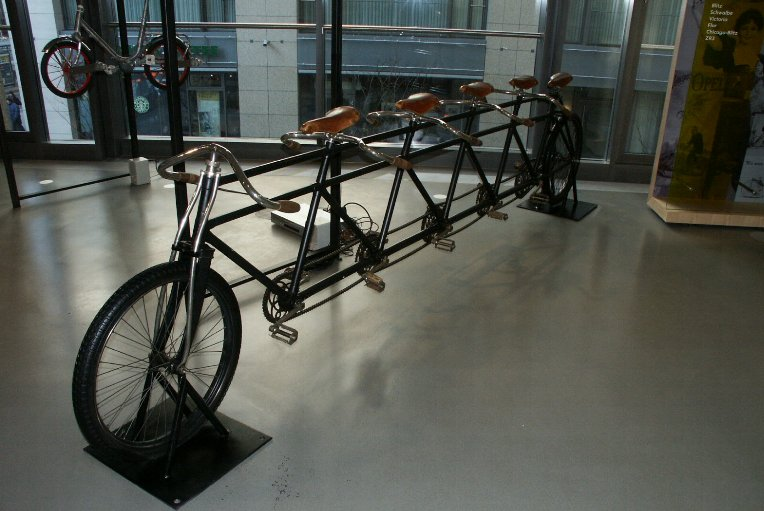
Kolo Opel